# 拉尔斯·比约恩
拉尔斯·比约恩（瑞典語：Lars Björn，1931年12月16日—2024年8月15日），瑞典男子冰球运动员。他曾代表瑞典参加1952年、1956年和1960年冬季奥林匹克运动会冰球比赛，其中1952年冬季奥运会获得一枚铜牌。